# Deux Rominets romantiques
 (avril 2019).
Si vous disposez d'ouvrages ou d'articles de référence ou si vous connaissez des sites web de qualité traitant du thème abordé ici, merci de compléter l'article en donnant les références utiles à sa vérifiabilité et en les liant à la section « Notes et références ».
Pour plus de détails, voir Fiche technique et Distribution.
Deux Rominets romantiques (A Gruesome Twosome) est un dessin animé de la série Merrie Melodies réalisé par Bob Clampett et sorti en 1945.